# Bni Ahmed Gharbia
Bni Ahmed Gharbia  (in arabo بني أحمد  الغربية‎?) è un centro abitato e comune rurale del Marocco situato nella provincia di Chefchaouen, regione di Tangeri-Tetouan-Al Hoceima. Conta una popolazione di 12 978 abitanti (censimento 2014).